# Dror Bar-Natan
Dror Bar-Natan (en hebreo: דרוֹר בָר-נָתָן‎; 30 de enero de 1966) es un matemático israelí-canadiense-estadounidense que se desempeña como profesor del Departamento de Matemáticas de la Universidad de Toronto. Sus principales intereses de investigación incluyen la teoría de nudos, los invariantes de tipos finitos y la homología de Khovanov.

## Biografía
Obtuvo su B.Sc. en matemáticas en la Universidad de Tel Aviv en 1984. Luego de realizar su servicio militar como docente, fue a estudiar a la Universidad de Princeton en 1987. Obtuvo su doctorado en matemáticas por Princeton en 1991, bajo la dirección del físico Edward Witten.
Después de ocupar una cátedra adjunta Benjamin Peirce en la Universidad de Harvard durante cuatro años, entre 1991 y 1995, regresó a Israel y se convirtió en profesor asociado en la Universidad Hebrea de Jerusalén. Se mudó a la Universidad de Toronto en 2002 y fue ascendido a profesor titular en 2006.
Fue miembro del consejo editorial de la revista Compositio Mathematica durante 10 años, hasta 2010.

### Vida personal
Tiene ciudadanía estadounidense, israelí y canadiense, y actualmente reside en Canadá. El originalmente se negó a prestar juramento de ciudadanía canadiense porque le exigiría jurar lealtad a la realeza. Más tarde decidió convertirse en ciudadano, pero anunció públicamente su intención de renunciar al juramento inmediatamente después de convertirse en ciudadano, lo cual hizo frente al juez que presidió su ceremonia de ciudadanía el 30 de noviembre de 2015. De su matrimonio con la matemática Yael Karshon tiene dos hijos, Assaf e Itai. 

## Investigación
En 1999, colaboró en un artículo con el objetivo de refutar matemáticamente las afirmaciones hechas en El código secreto de la Biblia por Michael Drosnin de que los mensajes ocultos podían descifrarse desde dentro de la Biblia. En particular, el artículo demostró que prácticamente cualquier "código" se puede encontrar dentro de la Biblia, desacreditando así el "descubrimiento" de códigos específicos por parte de Drosnin. Este trabajo está fuera del ámbito principal de sus intereses académicos, aunque es conocido por él debido a la popularidad de El Código Bíblico.

## Publicación seleccionada
- Bar-Natan, Dror (1995). «On the Vassiliev knot invariants». Topology 34 (2): 423-472. doi:10.1016/0040-9383(95)93237-2.